# Draft NFL 1963
Il Draft NFL 1963 si è tenuto il 4 dicembre 1962.

## Primo giro
|  | = Pro Bowler |  | = AFL All-Star |  |  | = Hall of Famer |

| Scelta # | Squadra                                   | Giocatore        | Ruolo            | College        |
| -------- | ----------------------------------------- | ---------------- | ---------------- | -------------- |
| 1        | Los Angeles Rams                          | Terry Baker      | Quarterback      | Oregon State   |
| 2        | St. Louis Cardinals                       | Jerry Stovall    | Back             | LSU            |
| 3        | Minnesota Vikings                         | Jim Dunaway      | Defensive tackle | Mississippi    |
| 4        | Philadelphia Eagles                       | Ed Budde         | Offensive tackle | Michigan State |
| 5        | Baltimore Colts                           | Bob Vogel        | Offensive Tackle | Ohio State     |
| 6        | Dallas Cowboys                            | Lee Roy Jordan   | Linebacker       | Alabama        |
| 7        | Washington Redskins                       | Pat Richter      | End              | Wisconsin      |
| 8        | San Francisco 49ers                       | Kermit Alexander | Back             | UCLA           |
| 9        | Cleveland Browns                          | Tom Hutchinson   | End              | Kentucky       |
| 10       | Los Angeles Rams (From Chicago Bears)     | Rufus Guthrie    | Guardia          | Georgia Tech   |
| 11       | Chicago Bears (From Pittsburgh Steelers)  | Dave Behrman     | Centro           | Michigan State |
| 12       | Detroit Lions                             | Daryl Sanders    | Offensive Tackle | Ohio State     |
| 13       | St. Louis Cardinals (Dai New York Giants) | Don Brumm        | Defensive end    | Purdue         |
| 14       | Green Bay Packers                         | Dave Robinson    | End              | Penn State     |

## Hall of Fame
All'annata 2013, cinque giocatori della classe del Draft 1963 sono stati inseriti nella Pro Football Hall of Fame:
- Bobby Bell, Linebacker da Minnesota, scelto nel secondo giro (16º assoluto) dai Minnesota Vikings.

Induzione: Professional Football Hall of Fame, classe del 1983.
- Buck Buchanan, Defensive Tackle da Grambling scelto nel 19º giro (265º assoluto) dai New York Giants.

Induzione: Professional Football Hall of Fame, classe del 1990.
- John Mackey, Tight End da Syracuse, scelto nel secondo giro (19º assoluto) dai Baltimore Colts.

Induzione: Professional Football Hall of Fame, classe del 1992.
- Jackie Smith, Tight End da Northwestern State scelto nel decimo giro (129º assoluto) dai St. Louis Cardinals.

Induzione: Professional Football Hall of Fame, classe del 1994.
- Dave Robinson, Linebacker da Penn State scelto come 14º assoluto dai Green Bay Packers.

Induzione: Professional Football Hall of Fame, classe del 2013.